# Fajã da Ponta Furada

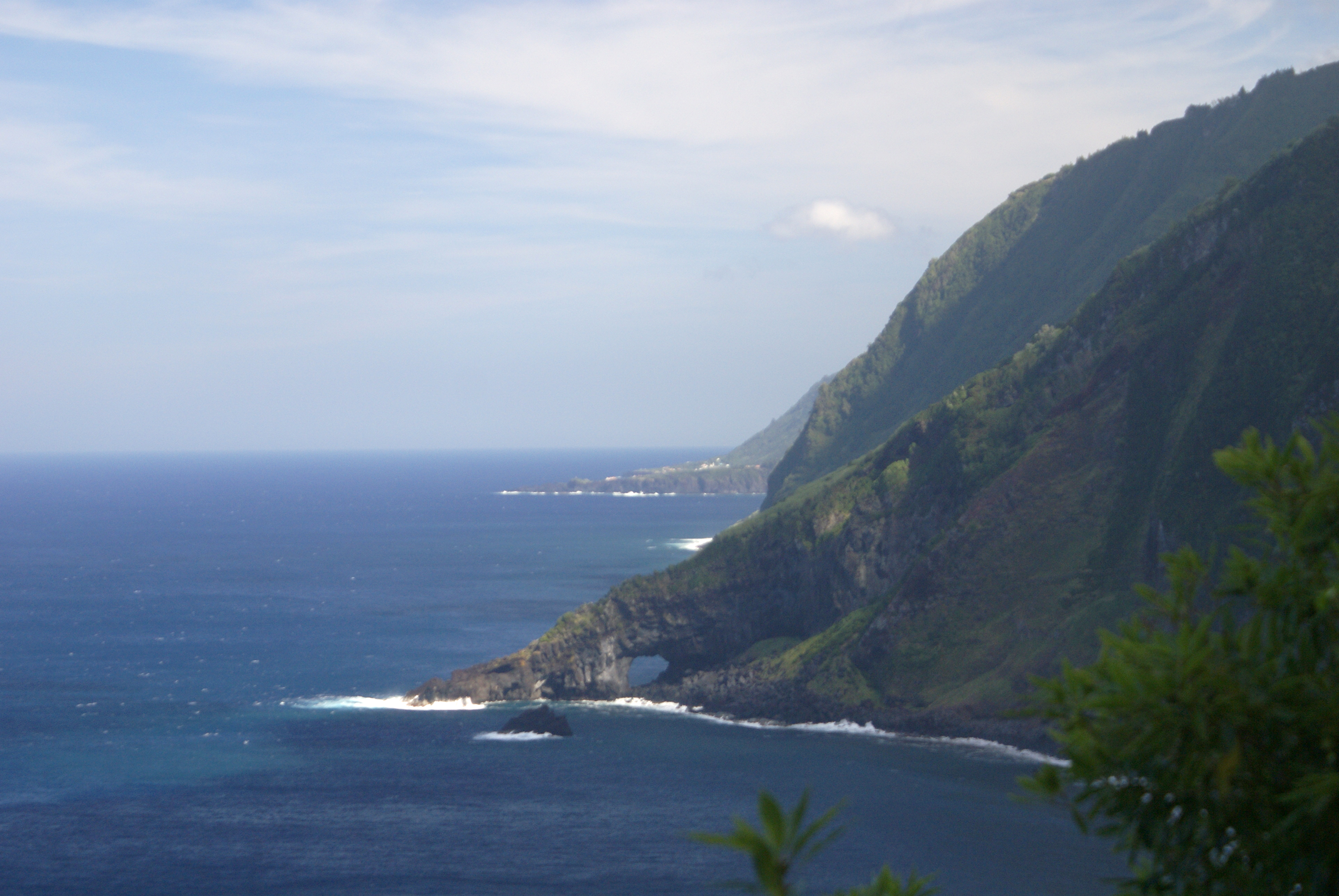
Ponta Furada (Fajã da Ponta Furada) vista da Fajã do Meio.

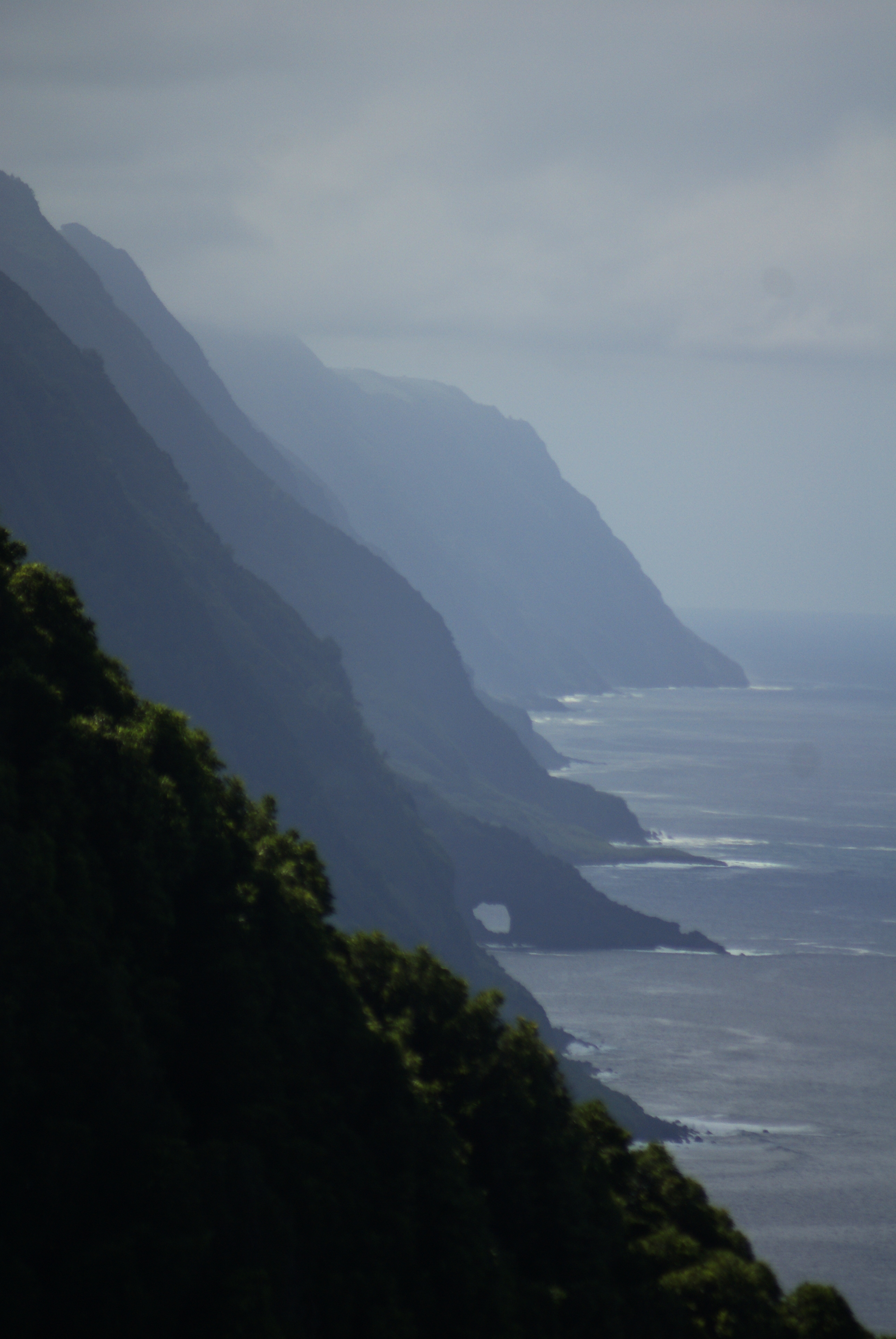
Paisagem vista a partir da Ribeira da Areia, Falésias da Costa Norte, a Ponta Furada destaca-se na paisagem.

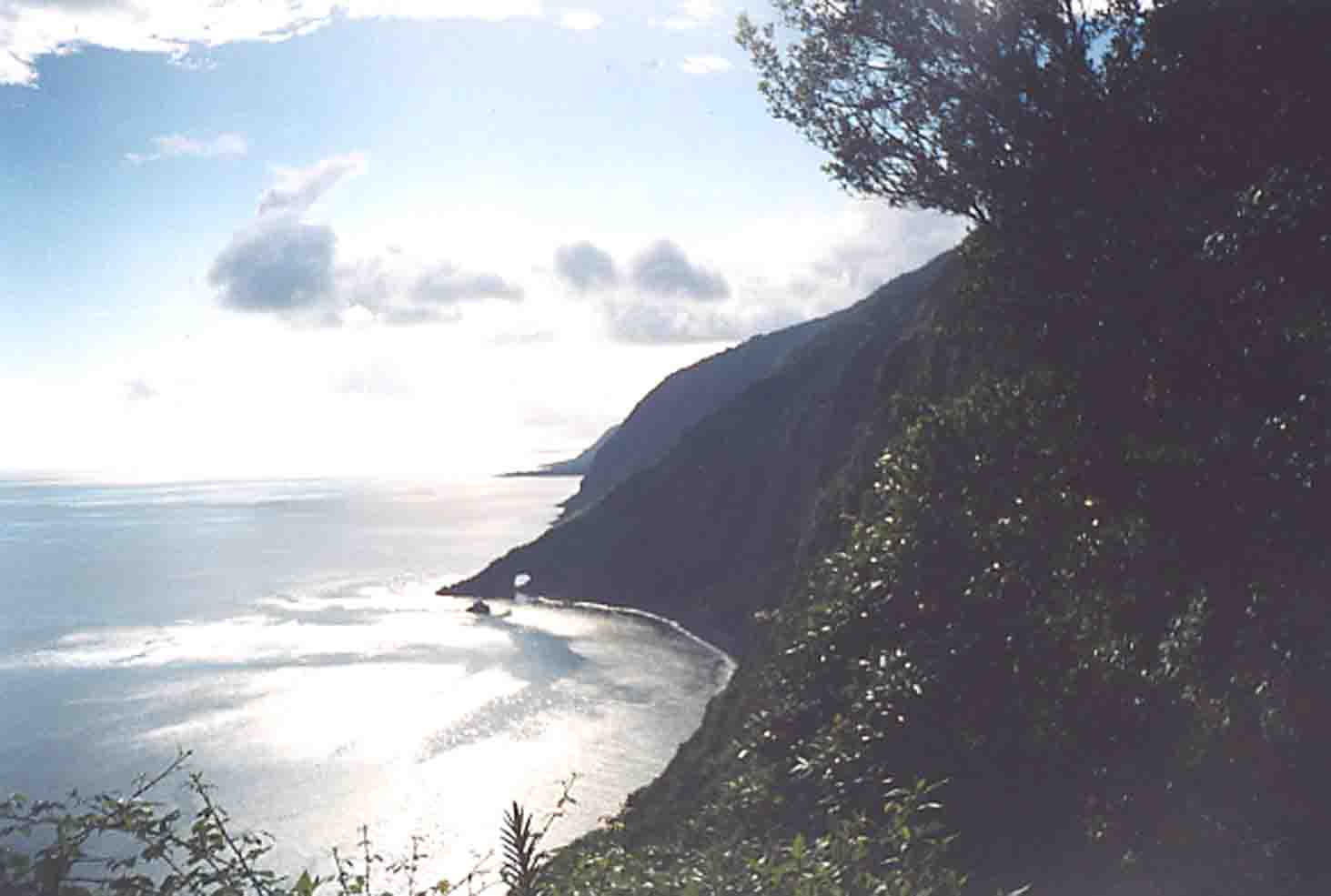
Fajã da Ponta Furada vista do Toledo (Velas)

A Fajã da Ponta Furada é uma fajã portuguesa, localizada no Toledo, concelho de Velas, ilha de São Jorge.
Nestas encantadora e exótica fajã, dizem as lendas que São José, vindo dos Nortes com Nossa Senhora e o Menino, queria atravessar o calhau para o Toledo (Velas); mas como encontrou pela sua frente o grande promontório que é a Ponta Furada, teve de abrir caminho e assim, com a ponta de um dedo empurrou o meio da rocha fazendo cair a pedra do Garajau que deixou uma passagem em forma de arco na Ponta Furada.
Junto a ela desagua uma grande ribeira que apanha águas das serras do Toledo (Velas) e arredores.
Em tempos muito recuados, e segundo os ditos populares daqui saíam emigrantes clandestinos para a América do Norte e para o Brasil. Terá existido um pequeno barco de madeira que era varado em terra com a ajuda dum gancho preso na rocha.
Uma das suas missões secretas era levar, em noites escuras de mar manso, indivíduos que se haviam escondido nas rochas e furnas, para bordo dos barcos piratas que ali passavam e eram parte dum plano organizado para fazer sair os candidatos a emigrantes, sem papéis. Havia um sinal de fumo combinado assim como o preço das passagens. Qualquer navio podia fundear junto à Ponta Furada porque o mar aí é muito fundo. Também por ali fugiam os mancebos que não criam cumprir a tropa.
Este lugar recôndito e misterioso é hoje conhecido apenas por alguns pescadores destemidos que aí vão à pesca de fundo e à lapa.  O aceso difícil obriga a que descem por uma corda, apoiando os pés descalços em pequenos buracos escavados na rocha, onde por vezes só cabe um dedo !
Situada entre a fajã das Fajanetas e a fajã Rasa de Santo António, a fajã da Ponta Furada, que agora se encontra praticamente abandonada, foi servida por um caminho de carro de bois com a extensão de dez km. Aí existiam sete casas onde as pessoas ficavam enquanto cuidavam das terras e do gado.
Também havia palheiros e algumas adegas.
As principais culturas eram o milho, a vinha, o inhame, a batata e feijão.
A água para uso doméstico vinha duma fonte de água mineral, e segundo os ditos populares de muito boa qualidade. Para o gado e para a rega das terras usavam a água das ribeiras de curso permanente que por aí passam: Ribeira da Fonte, Ribeira Funda e Ribeira da Ponta Furada.
Acima da ponta furada, mas quase ainda na fajã, no lugar da Feteira, havia mais de uma dúzia de casas com fornos onde as pessoas secavam o seu milho. Conta a tradição que um ano uma senhora secou ali 80 alqueires de milho, querendo isto dizer que a terra era muito produtiva.
Engordavam-se porcos, faziam-se matanças e também se criava muito gado à solta.
Apesar de haver uma fonte que corria todo o ano, quase todas as casas tinham cisterna.
No sítio do Funchal havia uma fonte junto da qual se cultivava o inhame.